# Pétroliers de Laval
Les Pétroliers de Laval sont une franchise de hockey sur glace de la Ligue nord-américaine de hockey de Laval dans la province de Québec au Canada. L'équipe est créée à la suite du déménagement des Pétroliers du Nord en 2019.